# María Pinto
María Pinto – miasto w Chile, w regionie Region Metropolitalny Santiago, w prowincji Melipilla.